# Бутенко Євген Павлович
Буте́нко Євге́н Па́влович (15 вересня 1931 — 12 лютого 2020) — український прозаїк, краєзнавець, почесний громадянин Семенівщини [Архівовано 18 вересня 2017 у Wayback Machine.], почесний член Всеукраїнської спілки краєзнавців (2007).

## Біографія
Народився у м. Севастополі. Син військовослужбовця. Під час блокади Севастополя в часи ІІ світової війни перебував із сім’єю на околицях міста в печерах древньої фортеці Каламіта. Згодом, із великими труднощами дістався на Полтавщину в село Горошине, де мешкали дідусь і бабуся. Дитинство провів на лоні мальовничої природи серед гарних, добрих, працьовитих людей.
1948 закінчив Батумську морську школу юнг. Ще будучи курсантом школи юнг, Євген пише до газети "Страж Балтики". Твори охоплювали різні питання життя школи. Згодом друкується в журналах "Ранок", "Україна", "Вітчизна", "Сільський механізатор", "Перець", газетах "Сільські вісті", "Правда України", "Радянська освіта", у колективних збірках "Веселий ярмарок" та "Райдуга".
До 1955 року плавав на військових кораблях Чорного і північних морів.
1965 закінчив фізико-математичний факультет Миколаївського педагогічного інституту.
Працював директором Солончаківської восьмирічної школи Очаківського району Миколаївської області, понад 20 років — головою правління колгоспу «Дружба» у с. Очеретувате на Полтавщині, завідувачем Очеретуватського народного краєзнавчого музею Семенівського району.
За своє творче життя Євген Бутенко написав і видав півтора десятка книг краєзнавчого характеру. Проводив пошукові роботи про історію краю, батьківське старовинне село Горошине. Збирав фольклор, працював у архівах Полтавської області і Києва, бібліотеки НАН України, де вивчав архіви Лубенського і Миргородських козачих полків.
Досліджував становлення Української держави часів Богдана Хмельницького і початку ХХ ст., революційні події в Україні, вивчав історичні документи українського дворянства, зокрема родів Старицьких [Архівовано 21 березня 2018 у Wayback Machine.], Малинки, Родзянків, Машківських.
Зібрав багатий матеріал про Посулля Семенівщини. Це свідчення, перекази, легенди, бувальщини, а також вивчав топоніміку Посулля (назви урочищ, малих річок, могил, криниць, історію сіл і неіснуючих хуторів). На основі зібраних матеріалів написав кілька романів і повістей.
З 1979 досліджував організований голодомор у Семенівському районі 1932-1933. Наслідком цієї роботи стали дві його брошури «Слідами голодомору» (про голодомор у с. Очеретувате) і «Вони звинувачують» (голодомор 1932-1933 в селах Біляки, Василівка, Вереміївка, Устимівка, Горошине, Оболонь, Брусове).
Ініціатор встановлення пам'ятних знаків жертвам Голодомору і репресій: с. Очеретувате – 2 знаки, Біляки, Вереміївка, Устимівка, Заїчинці.
1986 році Євген Бутенко стає переможцем гумористично-сатиричного конкурсу журналу «Україна» – "З кореня Вишні".

## Твори
- На бистрині віків (1992)
- В межиріччі Сули і Хорола (1995)[1]
- Славен рід Семенівський (1997)
- "Синиця на долоні" збірка 35 оповідань-мініатюр (1997)[2]
- Слідами голоду. (Нариси про Голодомор в селі Очеретувате Семенівського району) (1999)
- По слідах Корсака: повість (2001)[3]
- Фортеця над Сулою (2004)
- Поети і прозаїки Семенівщини (2004)
- Селяни (2004)
- Визволення Семенівщини (2005)
- Родословна Старицьких (2005)
- Отамани Посулля (2005)
- Край Дикого Поля (2006)[4]
- Забуттю не підлягає (2007)[5]
- Зерна пшеничної віри: довідник-антологія "Літератори й митці Семенівщини" (2007)
- Долі щасливий шлях: Біографічна трилогія "Севастопольський баклан", "Юнга", "Книга життя". кн. 1. (2007)[6], кн. 2 (2008)[7]
- Щоб онуки не знали війни (2011)[8]
- Горошинці, козаки і воїни: худож.-іст. роман (2012)[9]
- Кримська Каліфорнія: худож.-іст. роман (2016)[10]
- Доля Героя з Полтавщини: художньо-історичний роман[11] (2018)

та інші.
Готував для енциклопедичного довідника "Полтавщина" (1992), ряд статей  про села Семенівського району, а також статті для Зводу пам'яток історії та культури України: Полтавська область. Семенівський район (2013).

## Нагороди

### За працю
- Орден "Трудового Червоного Прапора" – 1977 р.
- Медаль «За трудову доблесть» — 1973 р.
- Медаль "За доблесний труд"  – 1970 р.
- Орден "За заслуги ІІІ ступеня" за літературну просвітницьку роботу з історії Семенівського краю та принципове дослідження і висвітлення причин голодомору 1932-1933 рр. – 2007 р.

### За краєзнавчу роботу
- Знак «За великий внесок у справу збереження і пропаганди пам’ятників Бойової слави» – 1974 р.

### Грамоти
- Управління культури Полтавської облдержадміністрації. Переможець обласного огляду конкурсу музейних закладів, за велику просвітницьку роботу, активну участь у створенні експозиції музеїв.
- Полтавська обласна рада. Почесна грамота. За активну літературну діяльність, вагомий особистий внесок у справу збереження і збагачення традицій рідного краю, виховання підростаючого покоління та з нагоди 75-річчя від дня народження.

### Почесні звання
- Всеукраїнська Спілка краєзнавців про присвоєння звання "Почесний член Всеукраїнської спілки краєзнавців" – лютий 2007 рік.
- Національна спілка письменників Харківської обласної організації про присвоєння звання "Почесний член Національної Спілки письменників Харківської обласної організації" – травень 2007 рік.
- Семенівська районна рада. "Почесний громадянин Семенівщини". За плідну мистецько-просвітницьку діяльність, відчутне поповнення літопису Семенівщини своєрідним творчим доробком , незаперечний вплив на патріотично-естетичне виховання юного покоління та формування громадської гордості у жителів краю, 2006р.
- Горошинська сільська рада. "Почесний громадянин с. Горошино". Літератору, краєзнавцю, голові Семенівського літературно-мистецького об'єднання "Прометей", за активну літературну діяльність, вагомий особистий внесок у справу збереження традицій рідного краю, правдивого висвітлення історії козацтва, виховання підростаючого покоління та формування громадської гордості у жителів краю.

### Премії
- Лауреат конкурсу журналу "Україна" — "З кореня Вишні" (1985-1986).
- Лауреат літературної премії імені Панаса Мирного за романи "Край Дикого поля" та "Долі щасливий шлях" (2007).
- Лауреат премії імені Володимира Малика у номінації "Література і публіцистика" за історичний твір "Фортеця над Сулою" (2005).
- Лауреат премії імені С. А. Ковпака (2012) у номінації "Урок мужності".